# Altoona (Alabama)
Altoona es un pueblo del Condado de Blount, Alabama, Estados Unidos. Según el censo de 2000 tenía una población de 15, y en 2005 contaba con 16 habitantes.

## Demografía
| 15                         | 15 | 15 | 16 | 16 | 16 |
| (Fuente: [cita requerida]) |    |    |    |    |    |